# مزمن (طب)
مزمن (بالإنجليزية: Chronic)‏ في الطب يعني المرض المزمن المرض طويل الأمد أو المتكرر. ويصف مصطلح مزمن مسار المرض، أو معدل الاٍصابة والتطور. يتميز المسار المزمن عن المسار المتكرر بكون الأمراض المتكررة ترتد مرارا وتكرارا مع فترات بينية من الهدأة. كصفة، مزمن يمكن أن تشير إلى حالة طبية مستمرة ودائمة. والإزمان عادة ما تطلق على الحالات التي تستمر أكثر من ثلاثة أشهر.

## الأنواع
غالبًا ما يتم استخدام الحالات المزمنة لوصف مختلف الحالات الصحية ذات الصلة بجسم الإنسان مثل المتلازمات والعاهات الجسدية والإعاقات وكذلك الأمراض. وجد علماء الأوبئة اهتمامًا بالحالات المزمنة بسبب حقيقة أنهم يساهمون في المرض والعجز وضعف القدرات البدنية و / أو العقلية.
على سبيل المثال، يعتبر ارتفاع ضغط الدم ليس فقط حالة مزمنة في حد ذاتها ولكنه مرتبط أيضًا بأمراض مثل النوبة القلبية أو  السكتة الدماغية. بالإضافة إلى ذلك، يمكن اعتبار بعض العوامل الاجتماعية والاقتصادية حالاتٍ مزمنة لأنها تؤدي إلى الإعاقة في الحياة اليومية. أحد الأسباب الهامة التي بدأ مسؤولو الصحة العامة في إطار العلوم الاجتماعية في تسليط الضوء عليها هو الفقر المزمن.
يستخدم الباحثون وخاصة أولئك الذين يدرسون في الولايات المتحدة، مؤشر الحالة المزمنة ‏ (CCI) والذي يرمز إلى رموز التصنيف الدولي للأمراض على أنها «مزمنة» أو «غير مزمنة».
تتضمن القائمة أدناه هذه الحالات والأمراض المزمنة:
في عام 2015، أصدرت منظمة الصحة العالمية تقريرًا عن الأمراض غير المعدية، مشيرة إلى الأنواع الرئيسية الأربعة مثل:
- سرطان
- مرض قلبي وعائي، بما في ذلك أمراض دماغية وعائية، قصور القلب، ومرض القلب التاجي
- أمراض الجهاز التنفسي المزمنة مثل ربو وداء الانسداد الرئوي المزمن (COPD)
- السكري (سكري النوع الأول، سكري النوع الثاني، مقدمات السكري، سكري حملي)

تشمل الأمثلة الأخرى للأمراض المزمنة والظروف الصحية:
- مرض آلزهايمر
- رجفان أذيني
- اضطراب نقص الانتباه مع فرط النشاط
- مرض مناعي ذاتي، مثل التهاب القولون التقرحي، ذئبة حمامية، داء كرون، داء بطني، التهاب الغدة الدرقية لهاشيموتو، والتهاب الغضاريف الناكس
- توحد ومتلازمة أسبرجر
- ضعف البصر
- شلل دماغي (جميع الانواع)
- مرض الطعم ضد المضيف المزمن
- التهاب كبدي
- مرض الكلى المزمن
- أمراض العظام والمفاصل المزمنة مثل فصال عظمي والتهاب المفاصل الروماتويدي
- ألم مزمن، مثل متلازمة ألم ما بعد استئصال الأسهر ومتلازمة الألم الناحي المركب
- الأمراض الجلدية مثل التهاب الجلد التأتبي والصدفية
- صمم
- متلازمة إهلرز-دانلوس (أنواع مختلفة)
- انتباذ بطاني رحمي
- صرع
- متلازمة طيف الكحول الجنينية
- ألم عضلي ليفي
- إيدز
- داء هنتنغتون
- ارتفاع ضغط الدم
- اضطراب نفسي
- تصلب متعدد
- متلازمة التعب المزمن
- نوم قهري
- سمنة
- هشاشة العظام
- مرض باركنسون
- التهاب دواعم السن
- متلازمة تكيس المبايض
- متلازمة تسارع معدل ضربات القلب الموضعي الانتصابي
- فقر الدم المنجلي واضطرابات الهيموغلوبين الأخرى
- اضطراب تعاطي المخدرات
- انقطاع النفس النومي
- مرض الدرقية